# Partido Comunista de Dinamarca
El Partido Comunista de Dinamarca (en danés: Danmarks Kommunistiske Parti, DKP) es un partido comunista en Dinamarca. Fue fundado como Partido de Izquierda Socialista (Venstresocialistiske Parti VSP) en 1919 como escisión del Partido Socialdemócrata danés. El partido asumió su nombre actual en 1920. En 2010 DKP está representado en el Parlamento danés a través de la Lista de la Unidad o de la Alianza Roji-Verde.
Presidentes del partido fueron:
- Aksel Larsen (1932-1958)
- Knud Jespersen (1958-1977)
- Jørgen Jensen (1977-1987)
- Ole Sohn (1987-1991)
- Collective leadership (1991-2003)
- Henrik Stamer Hedin (Actual)

## Resultados electorales
| Elección  | Votos        | Votos       | Escaños     | Escaños     |
| Elección  | N°           | %           | N°          | +/-         |
| --------- | ------------ | ----------- | ----------- | ----------- |
| 1918      | 1410 (#8)    | 0,1         | 0/140       |             |
| Abr.-1920 | 3859 (#8)    | 0,4         | 0/140       |             |
| Jul.-1920 | 2439 (#6)    | 0,26        | 0/140       |             |
| Sep.-1920 | 5160 (#8)    | 0,4         | 0/149       |             |
| 1924      | 6.219 (#8)   | 0,5         | 0/149       |             |
| 1926      | 5.678 (#7)   | 0,4         | 0/149       |             |
| 1929      | 3.656 (#7)   | 0,2         | 0/149       |             |
| 1932      | 17.179 (#6)  | 1,1         | 2/149       | 2           |
| 1935      | 27.135 (#7)  | 1,9         | 2/149       | 0           |
| 1939      | 40.893 (#6)  | 2,4         | 3/149       | 1           |
| 1943      | Ilegalizado  | Ilegalizado | Ilegalizado | Ilegalizado |
| 1945      | 255.236 (#4) | 12,5        | 18/149      |             |
| 1947      | 141.094 (#5) | 6,8         | 9/150       | 9           |
| 1950      | 94 523 (#6)  | 4,6         | 7/151       | 2           |
| Abr.-1953 | 98 940 (#6)  | 4,8         | 7/151       | 0           |
| Sep.-1953 | 93.824 (#5)  | 4,3         | 8/177       | 1           |
| 1957      | 72.315 (#6)  | 3,1         | 6/179       | 2           |
| 1960      | 27.298 (#8)  | 1,1         | 0/179       | 6           |
| 1964      | 32.390 (#8)  | 1,2         | 0/179       |             |
| 1966      | 21.553 (#8)  | 0,8         | 0/179       |             |
| 1968      | 29.706 (#8)  | 1,0         | 0/179       |             |
| 1971      | 39.564 (#9)  | 1,4         | 0/179       |             |
| 1973      | 110.715 (#9) | 3,63        | 6/179       | 6           |
| 1975      | 127.837 (#8) | 4,19        | 7/179       | 1           |
| 1977      | 114.022 (#7) | 3,67        | 7/179       | 0           |
| 1979      | 58.901 (#11) | 1,86        | 0/179       | 7           |
| 1981      | 34.625 (#11) | 1,11        | 0/179       |             |
| 1984      | 23.085 (#11) | 0,69        | 0/179       |             |
| 1987      | 28.974 (#12) | 0,86        | 0/179       |             |
| 1988      | 27.439 (#11) | 0,82        | 0/179       |             |

A partir de 1990, el Partido Comunista de Dinamarca ha participado en las elecciones dentro de la Alianza Roji-Verde.